# Даттах
Даттах (Даттых) (чечен. Даьттаха) — село в Ножай-Юртовском районе Чеченской Республики. Административный центр Даттахского сельского поселения.

## География
Село расположено на левом берегу реки Эхкечу, в 10 км к югу от районного центра Ножай-Юрт и в 90 км к юго-востоку от города Грозный. По западному склону близлежащей горной вершины Атайкорт протекает одноимённая с селом речка Даттах.
Ближайшие населённые пункты: на севере — село Мехкешты, на северо-востоке — село Чечель-Хи, на востоке — село Симсир, на юге — село Булгат-Ирзу, на юго-западе — село Стерч-Керч и на западе — село Зандак-Ара.

## История
Село Даттах было основано представителями тайпа Энгеной.
3 июня 1877 года царскими отрядами под предводительством Батьянова были уничтожены села Чечель-Хи, Даттах и Зандак-Ара, часть жителей выслали на плоскогорье.
С 1944 по 1958 года, в период депортации чеченцев и ингушей и упразднения Чечено-Ингушской АССР, село носило название Дахадаево.

## Население
| 1990 | 2002 | 2010 |
| ---- | ---- | ---- |
| 752  | ↗884 | ↗911 |

## Образование
- Даттахская муниципальная средняя общеобразовательная школа[14].